# Aplus assimilis
Aplus assimilis là một loài ốc biển, là động vật thân mềm chân bụng sống ở biển trong họ Pisaniidae.